# Favorinus (slak)
Favorinus is een geslacht van weekdieren uit de klasse van de Gastropoda (slakken).

## Soorten
- Favorinus auritulus Er. Marcus, 1955
- Favorinus blianus Lemche & Thompson, 1974 (Kristalwitte eierroofslak)
- Favorinus branchialis (Rathke, 1806)
- Favorinus elenalexiae Garcia F. & Troncoso, 2001
- Favorinus ghanensis Edmunds, 1968
- Favorinus japonicus Baba, 1949
- Favorinus mirabilis Baba, 1955
- Favorinus pacificus Baba, 1937
- Favorinus pannuceus Burn, 1962
- Favorinus perfoliatus Baba, 1949
- Favorinus tsuruganus Baba & Abe, 1964
- Favorinus vitreus Ortea, 1982